# تيريموك
تيريموك هي سلسلة مطاعم وجبات روسية تقدم الطعام الروسي التقليدي مثل الالبليني، بيلميني، كفاس وشوربة بورش.